# テレビ岩手ニュースワイド
『テレビ岩手ニュースワイド』（テレビいわてニュースワイド）は、テレビ岩手（TVI）にて1980年10月1日から1983年9月30日まで放送された、2代目の夕方のローカルニュース番組である。

## 放送時間
- 月曜日 - 金曜日 18:00 - 18:25（JST、25分、1980年10月1日 - 1983年9月30日）